# Air Policing Baltikum
Das Air Policing Baltikum (englisch Baltic Air Policing „Baltikum-Luftraumüberwachung“) ist eine NATO-Mission zur Überwachung und zum Schutz des Luftraums der baltischen Staaten Estland, Lettland und Litauen.

## Ziel der Mission
Seit dem Beitritt Estlands, Lettlands und Litauen zur NATO 2004 wird die Überwachung und Sicherung des Luftraums von Luftstreitkräften verschiedener NATO-Staaten übernommen. Im Jahre 2006 übernahmen die litauischen, lettischen und estnischen Streitkräfte die Luftraumüberwachung mittels ihrer Zusammenarbeit im Baltic Air Surveillance Network (BALTNET). Die Luftstreitkräfte der baltischen Staaten verfügen nur über Hubschrauber, Transport- und Schulungsflugzeuge, jedoch nicht über Kampfflugzeuge. Deshalb sind sie noch nicht in der Lage, Sichtidentifikation durchzuführen oder – z. B. durch Abfangen oder Abdrängen – ihre Lufthoheit selbst durchzusetzen.

## Durchführung der Mission
| Flughafen Šiauliai |

| Flughafen Ämari |

| Militärflugplatz Lielvārde |

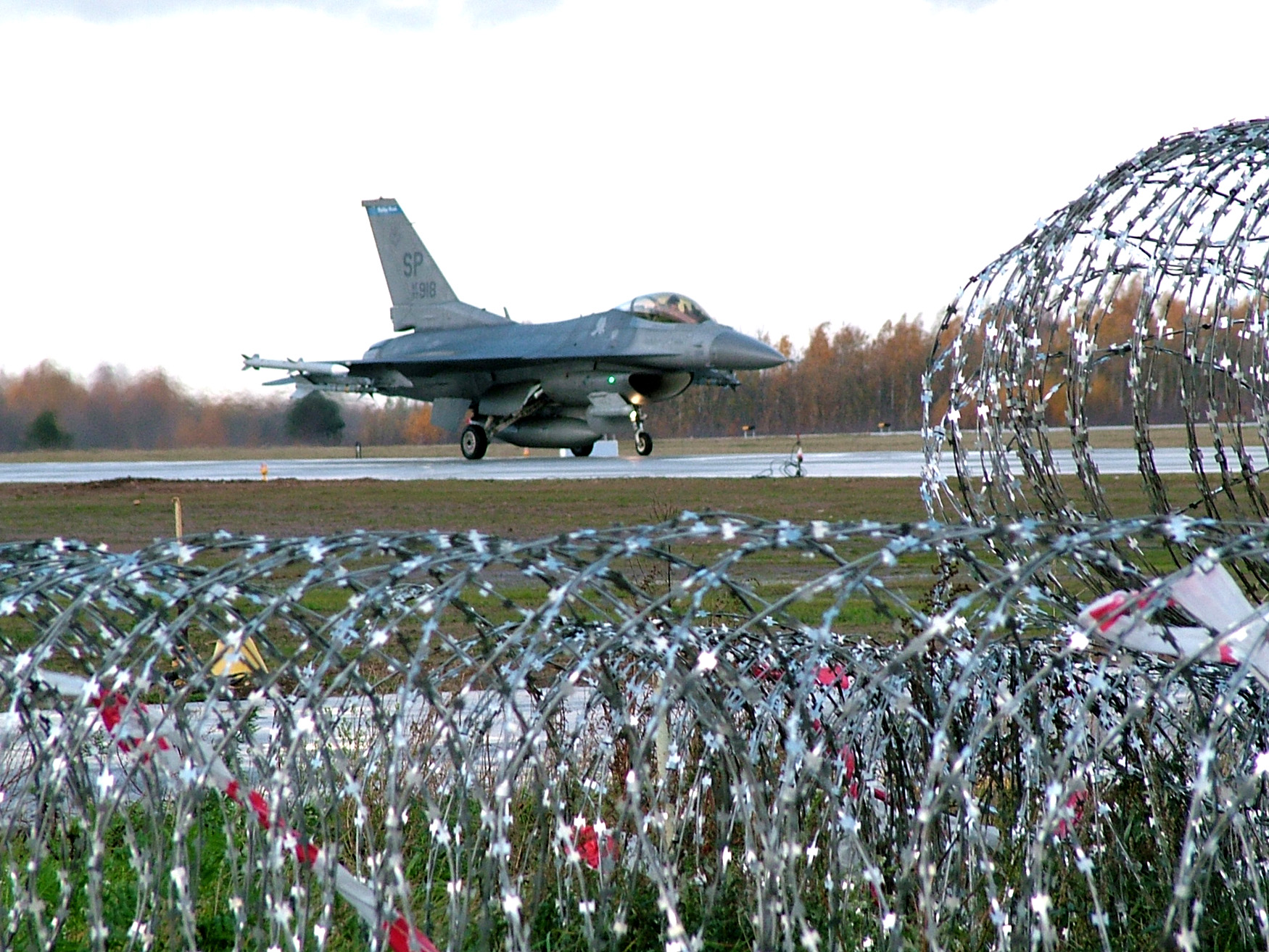
Eine F-16CJ der USAF in Šiauliai (November 2005)

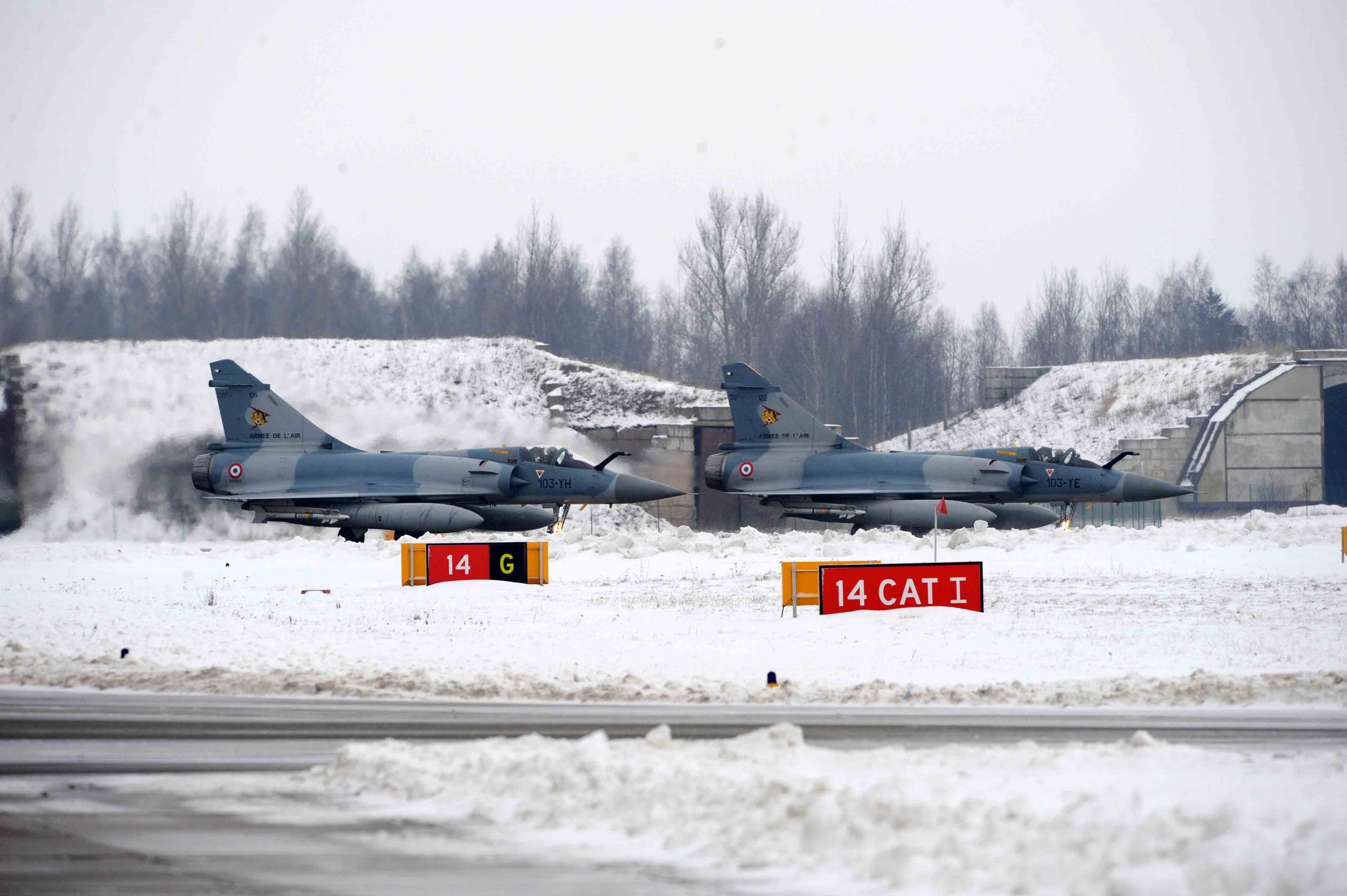
Zwei Mirage 2000 der französischen Luftwaffe auf dem Rollfeld des Flughafens Šiauliai (Januar 2010)

Für die Sicherung des Luftraums der baltischen Staaten wurden deshalb auf dem Flughafen Šiauliai in Litauen Jagdflugzeuge stationiert. Seit Mai 2014, nach Abschluss der Modernisierung des Luftwaffenstützpunkts Ämari, sind auch in Estland NATO-Flugzeuge stationiert. Schon ab Oktober 2010 konnten Kampfjets der Verbündeten die Basis in Ämari für Trainingsflüge nutzen.
Die Kontingente umfassen typischerweise vier Flugzeuge und etwa 100 Mann Personal. Zu Beginn fanden Kontingentwechsel nach drei Monaten statt. Mit Wirkung vom 1. September 2009 wurde der Zeitraum auf vier Monate verlängert. Angesichts des russischen Überfalls auf die Ukraine 2022 wurde die Einsatzdauer ausgedehnt. So soll der Anfang August 2022 begonnene Einsatz der Luftwaffe bis Ende Mai 2023 dauern. Nach je einer „kalten Woche“ zu Beginn, in der die Piloten nur Trainingsflüge absolvieren, werden die Flugzeuge mit scharfen Raketen bestückt.
Bisher beteiligten sich Belgien, Dänemark, Deutschland, Frankreich, Italien, Kanada, Norwegen, die Niederlande, Polen, Portugal, Rumänien, Spanien, Tschechien, die Türkei, die USA, das Vereinigte Königreich und zuletzt Ungarn am Air Policing im Baltikum.
Zur Luftraumüberwachung entsandte die NATO bis 2006 entsprechendes Fachpersonal, zum Beispiel Soldaten aus dem Einsatzführungsdienst der Luftwaffe, zur Luftraumkontrolleinheit in Kaunas/Litauen. Offiziere der baltischen Staaten wurden in Deutschland zu Jägerleitoffizieren ausgebildet, um die Luftraumüberwachung ab 2006 eigenständig fortzusetzen.
Infolge der Proteste in der Ukraine wurde Anfang 2014 die US-amerikanische F-15C-Rotte verstärkt, inklusive Bereitstellung eines Tankflugzeugs vom Typ Boeing KC-135 vom Stützpunkt RAF Mildenhall. Der britische Verteidigungsminister Philip Hammond gab zudem am 17. März 2014 bekannt, dass die Royal Air Force in der Lage sei, die amerikanischen Jets und ab Mai die polnische Luftwaffe durch die Entsendung von Eurofighter Typhoon zu verstärken.
Am 17. März 2014 gab die russische Luftwaffe die Stationierung eines Jagdfliegerregiments mit 24 Su-27SM3 auf dem Militärflugplatz Baranawitschy im benachbarten Belarus bekannt, seit dem 8. Dezember 2013 waren dort vier Su-27SM3 und ein AWACS-Flugzeug vom Typ Berijew A-50 stationiert. Zusätzlich waren von Mitte März bis Anfang Juni 2014 auf dem belarussischen Militärflugplatz Bobrujsk sechs russische Su-27 stationiert. 2014 gab es über der Ostsee 150 Sichtungen russischer Flugzeuge, die weder Flugpläne eingereicht, noch ihren Transponder eingeschaltet hatten; dies war dreimal mehr als im Jahr 2013, weshalb 2015 zunächst die Anzahl der patrouillierenden NATO-Flugzeuge auf 16 verdoppelt wurde. Von Januar bis Mitte August 2015 mussten NATO-Flugzeuge mehr als 100-mal aufsteigen, um russische Militärflugzeuge zu identifizieren. 2016 waren es 110 Einsätze.
Ursprünglich war geplant, dass die Luftwaffen der baltischen Staaten ab 2018 so weit aufgebaut sind, dass diese fortan die Luftraumüberwachung und -sicherung selbst durchführen können. Als abzusehen war, dass dieses Ziel voraussichtlich nicht erreicht werden würde, beschloss der NATO-Gipfel 2013 in Chicago, das Programm bis auf Weiteres unbefristet fortzuführen.
Seither wird der Einsatz von der Luftwaffe offiziell als Verstärktes Air Policing Baltikum (enhanced Air Policing) bezeichnet.
Im Jahre 2016 waren in der Regel jeweils 10 Flugzeuge eingesetzt, nämlich 6 in Ämari und 4 in Šiauliai. 2019 waren anfangs 13, dann 12 Flugzeuge im Einsatz. 2020 wurde deren Zahl auf 8 verringert.
Im Sommer 2020 kam es auch erstmals zu einer bilateralen Kooperation zwischen deutschen Eurofightern und britischen Typhoons, bei der ein Kontingent des deutschen TaktLwG 71 in das britische 135 Expeditionary Air Wing integriert wurde.
Nach der Modernisierung gemäß dem NATO-Standard dient der lettische Militärflugplatz Lielvārde seit 2023 als eine weitere Ausweichbasis des Air Policing Baltikum. Im Jahr 2024 sprang er zum Beispiel während des Umbaus von Ämari ein.

## Kontingente

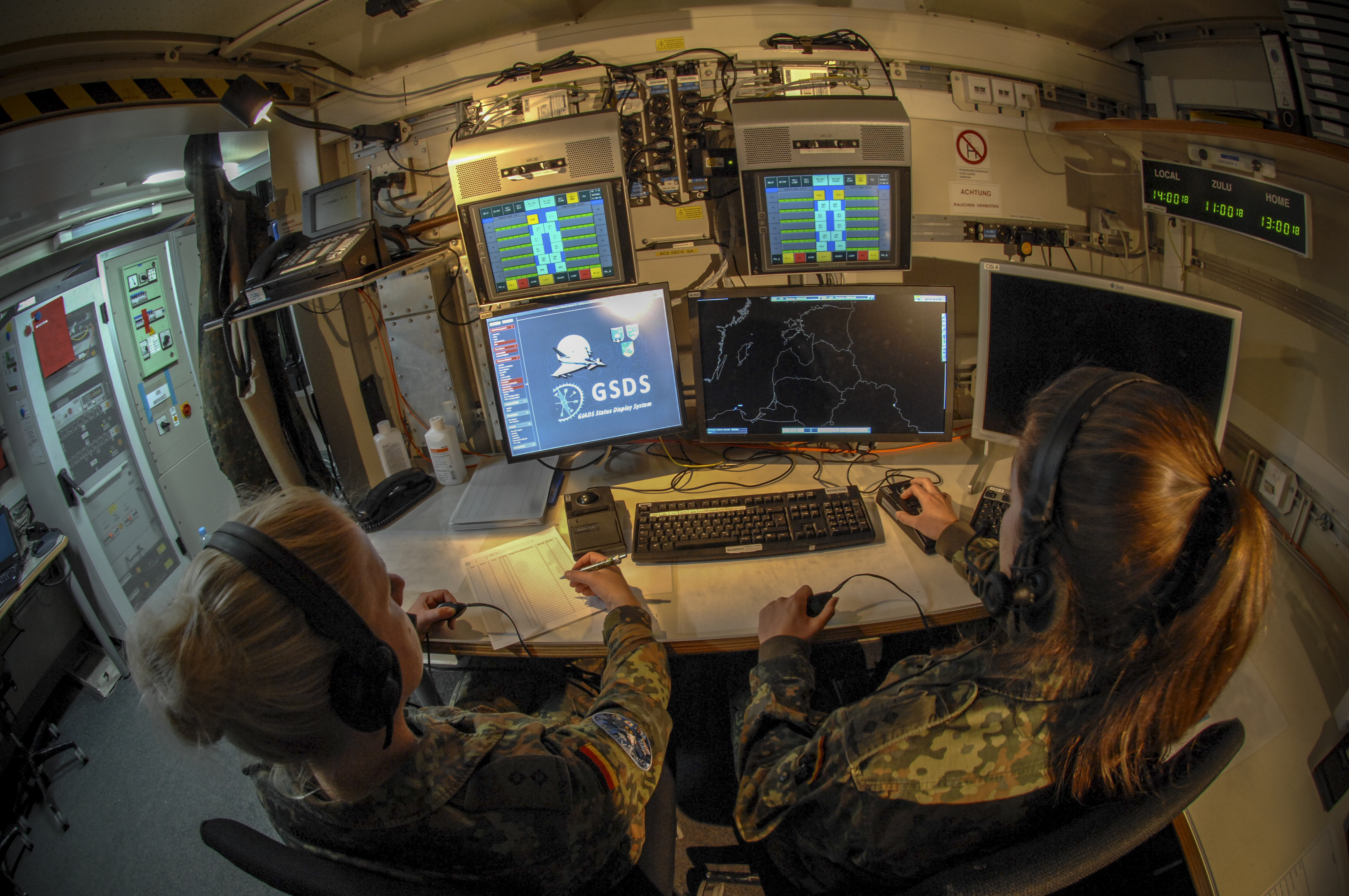
Deutsche Soldatinnen beim Überwachen des Luftlagebildes im Baltikum (Oktober 2020)

Die in der folgenden Tabelle angegebenen Daten zum Kontingentwechsel können an einzelnen Standorten (Šiauliai, Ämari, Malbork) um wenige Tage abweichen, entsprechend den bilateralen Absprachen zwischen den jeweils kommenden und gehenden Kontingenten. Nach der Annexion der Krim 2014 und nach dem russischen Überfall auf die Ukraine 2022 kam es zeitweilig zu einer Verstärkung der Kontingente und zu längeren Überlappungen von Kontingenten, teilweise auch unter anderem Namen bzw. im Rahmen getrennter Missionen wie enhanced Vigilance Activity (eVA). Seit ihren Beitritten zur NATO 2023/24 unterstützen auch finnische und schwedische Kampfflugzeuge die Mission von ihren jeweiligen Heimatplätzen aus.
| Datum                                                   | Land                                                                                            | Flugzeugtyp |
| ------------------------------------------------------- | ----------------------------------------------------------------------------------------------- | --- |
| 30. März 2004                                           | Luftkomponente                                                                                  | F-16AM Fighting Falcon |
| 1. Juli 2004                                            | Flyvevåbnet                                                                                     | F-16AM Fighting Falcon |
| 30. Oktober 2004                                        | Royal Air Force                                                                                 | Tornado F.3 |
| 1. Januar 2005                                          | Luftforsvaret                                                                                   | F-16AM Fighting Falcon |
| 30. März 2005                                           | Koninklijke Luchtmacht (KLu)                                                                    | F-16AM Fighting Falcon |
| 30. Juni 2005                                           | Luftwaffe                                                                                       | F-4F Phantom II (JG71 „R“/JG74) |
| 12. Oktober 2005                                        | United States Air Force (USAF)                                                                  | F-16CJ Fighting Falcon |
| 1. Januar 2006                                          | Siły Powietrzne RP                                                                              | MiG-29A Fulcrum |
| 31. März 2006                                           | Türk Hava Kuvvetleri                                                                            | F-16C Fighting Falcon |
| 1. August 2006                                          | Ejército del Aire                                                                               | C.14 Mirage F1 |
| 1. Dezember 2006                                        | Luftkomponente                                                                                  | F-16AM Fighting Falcon |
| 1. April 2007                                           | Armée de l’air                                                                                  | Mirage 2000C |
| 1. August 2007                                          | Forţele Aeriene Române                                                                          | MiG-21 Lancer C |
| 1. November 2007                                        | Força Aérea Portuguesa (FAP)                                                                    | F-16A Fighting Falcon |
| 16. Dezember 2007                                       | Luftforsvaret                                                                                   | F-16AM Fighting Falcon |
| 15. März 2008                                           | Siły Powietrzne RP                                                                              | MiG-29A Fulcrum |
| 30. Juni 2008                                           | Luftwaffe                                                                                       | F-4F Phantom II (JG71 „R“) |
| 1. Oktober 2008                                         | United States Air Force                                                                         | F-15C Eagle |
| 2. Januar 2009                                          | Flyvevåbnet                                                                                     | F-16AM Fighting Falcon |
| 1. Mai 2009                                             | Vzdusne Sily ACR                                                                                | JAS-39C Gripen |
| 1. September 2009                                       | Luftwaffe                                                                                       | Eurofighter (JG74), F-4F Phantom II (JG71„R“) |
| 4. Januar 2010                                          | Armée de l’air                                                                                  | Mirage 2000C |
| 1. Mai 2010                                             | Siły Powietrzne RP                                                                              | MiG-29A Fulcrum |
| 1. September 2010                                       | United States Air Force                                                                         | F-15C Eagle |
| 5. Januar 2011                                          | Luftwaffe                                                                                       | F-4F Phantom II (JG71 „R“) |
| 28. April 2011                                          | Armée de l’air                                                                                  | Mirage 2000C |
| 1. September 2011                                       | Flyvevåbnet                                                                                     | F-16AM Fighting Falcon |
| 4. Januar 2012                                          | Luftwaffe                                                                                       | F-4F Phantom II (JG71 „R“) |
| 27. April 2012                                          | Siły Powietrzne RP                                                                              | MiG-29A Fulcrum |
| 27. August 2012                                         | Vzdusne Sily ACR                                                                                | JAS-39C Gripen |
| 3. Januar 2013                                          | Flyvevåbnet                                                                                     | F-16AM Fighting Falcon |
| 30. April 2013                                          | Armée de l’air                                                                                  | Mirage F1CR |
| 3. September 2013                                       | Luftkomponente                                                                                  | F-16AM Fighting Falcon |
| 3. Januar 2014                                          | United States Air Force                                                                         | F-15C Eagle |
| 28. April/1. Mai 2014                                   | Siły Powietrzne RP Royal Air Force Flyvevåbnet Armée de l’air                                   | MiG-29A (Šiauliai) Typhoon FGR.4 (Šiauliai) F-16AM Fighting Falcon (Ämari) Rafale C/Mirage 2000-5 (Malbork)                                                                  |
| 1. September 2014                                       | Força Aérea Portuguesa FAP Royal Canadian Air Force RCAF Luftwaffe Koninklijke Luchtmacht       | F-16A Fighting Falcon (Šiauliai) CF-18 (Šiauliai) Eurofighter Typhoon (TaktLwG74, Ämari) F-16AM (Malbork)                                                                    |
| 2./8. Januar 2015                                       | Aeronautica Militare Siły Powietrzne RP Ejército del Aire Luftkomponente                        | F-2000A Typhoon (Šiauliai) MiG-29A (Šiauliai) C.16 Typhoon (Ämari) F-16AM Fighting Falcon (Malbork)                                                                          |
| 1. Mai 2015                                             | Luftforsvaret Aeronautica Militare Royal Air Force Luftkomponente                               | F-16AM (Šiauliai) F-2000A Typhoon (Šiauliai) Typhoon FGR.4 (Ämari) F-16AM (Malbork)                                                                                          |
| 25./31. August 2015                                     | Magyar Légierő Luftwaffe                                                                        | JAS 39C Gripen (Šiauliai) Eurofighter Typhoon (TaktLwG31 „B“, Ämari) |
| 7. Januar 2016                                          | Ejército del Aire Luftkomponente                                                                | C.16 Typhoon (Šiauliai)} F-16AM Fighting Falcon (Ämari) |
| 3. Mai 2016                                             | Força Aérea Portuguesa Royal Air Force                                                          | F-16AM Fighting Falcon (Šiauliai) Typhoon FGR.4 (Ämari) |
| 1. September 2016                                       | Armée de l’air Luftwaffe                                                                        | Mirage 2000-5 (Šiauliai) Eurofighter Typhoon (TaktLwG74, Ämari) |
| 5. Januar 2017                                          | Koninklijke Luchtmacht Luftwaffe                                                                | F-16AM Fighting Falcon (Šiauliai) Eurofighter Typhoon (TaktLwG71 „R“, Ämari)                                                                                                 |
| 1. Mai 2017                                             | Siły Powietrzne RP Ejército del Aire                                                            | F-16C Fighting Falcon (Šiauliai) C.15/EF-18M Hornet (Ämari) |
| 30. August 2017                                         | United States Air Force Luftkomponente                                                          | F-15C Eagle (Šiauliai) F-16AM Fighting Falcon (Ämari) |
| 10. Januar 2018                                         | Flyvevåbnet Aeronautica Militare                                                                | F-16AM (Šiauliai) F-2000A Typhoon (Ämari) |
| 2. Mai 2018                                             | Força Aérea Portuguesa Ejército del Aire Armée de l’air                                         | F-16AM (Šiauliai) C.16 Typhoon (Šiauliai) Mirage 2000-5 (Ämari) |
| 30. August 2018                                         | Luftkomponente Luftwaffe                                                                        | F-16AM Fighting Falcon (Šiauliai) Eurofighter Typhoon (TaktLwG74, Ämari) |
| 3. Januar 2019                                          | Siły Powietrzne RP Luftwaffe                                                                    | F-16C Fighting Falcon (Šiauliai) Eurofighter Typhoon (TaktLwG71 „R“, Ämari)                                                                                                  |
| 1./3. Mai 2019                                          | Magyar Légierő Ejército del Aire Royal Air Force                                                | JAS 39C Gripen (Šiauliai) C.15/EF-18M Hornet (Šiauliai) Typhoon FGR.4 (Ämari)                                                                                                |
| 2./3. September 2019                                    | Luftkomponente Flyvevåbnet Vzdusne Sily ACR                                                     | F-16AM Fighting Falcon (Šiauliai) JAS-39C Gripen (Ämari) |
| 2. Januar 2020                                          | Luftkomponente Siły Powietrzne RP                                                               | F-16AM Fighting Falcon (Šiauliai) F-16C Fighting Falcon (Ämari) |
| 1. Mai 2020                                             | Ejército del Aire Royal Air Force Armée de l’air                                                | C.15/EF-18M Hornet (Šiauliai) Typhoon FGR.4 (Šiauliai) Mirage 2000-5 (Ämari)                                                                                                 |
| 1. September 2020                                       | Aeronautica Militare Luftwaffe                                                                  | F-2000A Typhoon (Šiauliai) Eurofighter Typhoon (TaktLwG71 „R“ /TaktLwG74, Ämari)                                                                                             |
| 1. Mai 2021                                             | Ejército del Aire Aeronautica Militare Türk Hava Kuvvetleri                                     | C.16 Typhoon (Šiauliai) F-35A Lightning II (Ämari) F-16C Fighting Falcon (Malbork), bis 15. September 2021                                                                   |
| 1. Dezember 2021 (Verstärkung ab Ende Januar 2022)      | Siły Powietrzne RP Flyvevåbnet Luftkomponente United States Air Force                           | F-16C Fighting Falcon (Šiauliai) F-16AM Fighting Falcon (Šiauliai) F-16AM Fighting Falcon (Ämari) F-15C Eagle/F-35A Lightning II (Ämari)                                     |
| 1. April 2022                                           | Ejército del Aire Vzdusne Sily ACR Armée de l’air Luftkomponente                                | C.15/EF-18M Hornet (Šiauliai) JAS-39C Gripen (Šiauliai) Mirage 2000-5 (Ämari) F-16AM Fighting Falcon (Ämari)                                                                 |
| 1. August 2022 (nur zeitweilig) (zeitweilig eVA)        | Magyar Légierő Vzdusne Sily ACR Luftwaffe Ejército del Aire Aeronautica Militare Luftkomponente | JAS 39C Gripen (Šiauliai) JAS-39C Gripen (Šiauliai) Eurofighter Typhoon (TaktLwG71 „R“, Ämari) C.16 Typhoon (Ämari) F-2000A Typhoon (Malbork) F-16AM Fighting Falcon (Ämari) |
| 1. Dezember 2022 (März 2023) (Februar/März 2023)        | Siły Powietrzne RP Armée de l’air Luftwaffe Royal Air Force Koninklijke Luchtmacht              | F-16C Fighting Falcon (Šiauliai) Rafale C (Šiauliai) Eurofighter Typhoon (TLG 71 „R“, Ämari) Typhoon FGR.4 (Ämari) F-35A Lightning II (Malbork)                              |
| 1. April 2023 (April 2023)                              | Força Aérea Portuguesa Forţele Aeriene Române Royal Air Force Luftwaffe                         | F-16AM (Šiauliai) Typhoon FGR.4 (Ämari) Eurofighter Typhoon (TLG 71 „R“, Ämari)                                                                                              |
| 1. August 2023 (November 2023) (September/Oktober 2023) | Aeronautica Militare Ejército del Aire Luftwaffe Aeronautica Militare                           | F-2000A Typhoon (Šiauliai) C.16 Typhoon (Ämari) Eurofighter Typhoon (TLG 71 „R“, Ämari) F-35A Lightning II (Malbork)                                                         |
| 1. Dezember 2023 (nur bis 29. Februar 2024)             | Luftkomponente Armée de l’air Siły Powietrzne RP Aeronautica Militare                           | F-16AM Fighting Falcon (Šiauliai) Mirage 2000-5 (Šiauliai) F-16C Fighting Falcon (Ämari) F-35A Lightning II/F-2000A (Malbork)                                                |
| 28. März 2024 (bereits ab 1. März)                      | Ejército del Aire Força Aérea Portuguesa Luftwaffe                                              | C.15/EF-18M Hornet (Šiauliai) F-16AM (Šiauliai) Eurofighter Typhoon (TLG 74, Lielvārde)                                                                                      |
| 30. Juli 2024                                           | Aeronautica Militare Luftwaffe                                                                  | F-2000A Typhoon (Šiauliai) Eurofighter Typhoon (TLG 74, Lielvārde) |
| 28. November 2024                                       | Aeronautica Militare Armée de l’air Koninklijke Luchtmacht                                      | F-2000A Typhoon (Šiauliai) Rafale B (Šiauliai) F-35A Lightning II (Ämari) |
| 1. April 2025                                           | Siły Powietrzne RP Forţele Aeriene Române Força Aérea Portuguesa Royal Air Force Flygvapnet     | F-16C (Šiauliai) F-16AM (Šiauliai) F-16AM (Ämari) Typhoon FGR.4 (Malbork) JAS 39C Gripen (Malbork)                                                                           |
| 1. August 2025                                          | Ejército del Aire Magyar Légierő Aeronautica Militare                                           | C.16 Typhoon (Šiauliai) JAS 39C Gripen (Šiauliai) F-35A Lightning II (Ämari)                                                                                                 |

## Zwischenfälle
- 30. August 2011: Eine französische Mirage kollidiert mit einer litauischen Trainingsmaschine L-39, die Maschine stürzte in einen Sumpf. Beide Piloten überlebten den Absturz.[89]
- 29. April 2013: Eine dänische F-16 landete in Tallinn, nachdem sie einen Vogelschlag erlitten hatte, der geringfügige Motorschäden verursachte.[90]
- 9. Oktober 2015: Der rechte Außentank eines deutschen Eurofighter fiel auf dem Rollweg am Luftwaffenstützpunkt Ämari ab.[91]
- 8. August 2018: Ein spanischer Eurofighter startete versehentlich eine AMRAAM-Rakete ohne Ziel, während er über Estland patrouillierte. Es wurde nicht bestätigt, dass sich die Rakete wie geplant selbst zerstörte.[92]